# Campagna di Appomattox
La campagna di Appomattox (29 marzo - 9 aprile 1865) include una serie di battaglie combattute nel quadro del Teatro Orientale della guerra di secessione americana, in Virginia, che culminarono con la resa dell'Armata Confederata della Virginia Settentrionale, comandata dal generale Robert Edward Lee, e con l'effettiva fine del conflitto.
Fu preceduta, il 25 marzo 1865, dalla disastrosa sconfitta confederata nella battaglia di Fort Stedman, che concluse l'assedio di Petersburg. Questo attacco finale tentò di rompere l'assedio e causò un gran numero di morti nelle file confederate. Lee sapeva che Grant si sarebbe presto mosso per distruggere le ultime linee di rifornimento confederate, la South Side Railroad, e che questo avrebbe definitivamente condannato la sua Armata.

## Antefatti

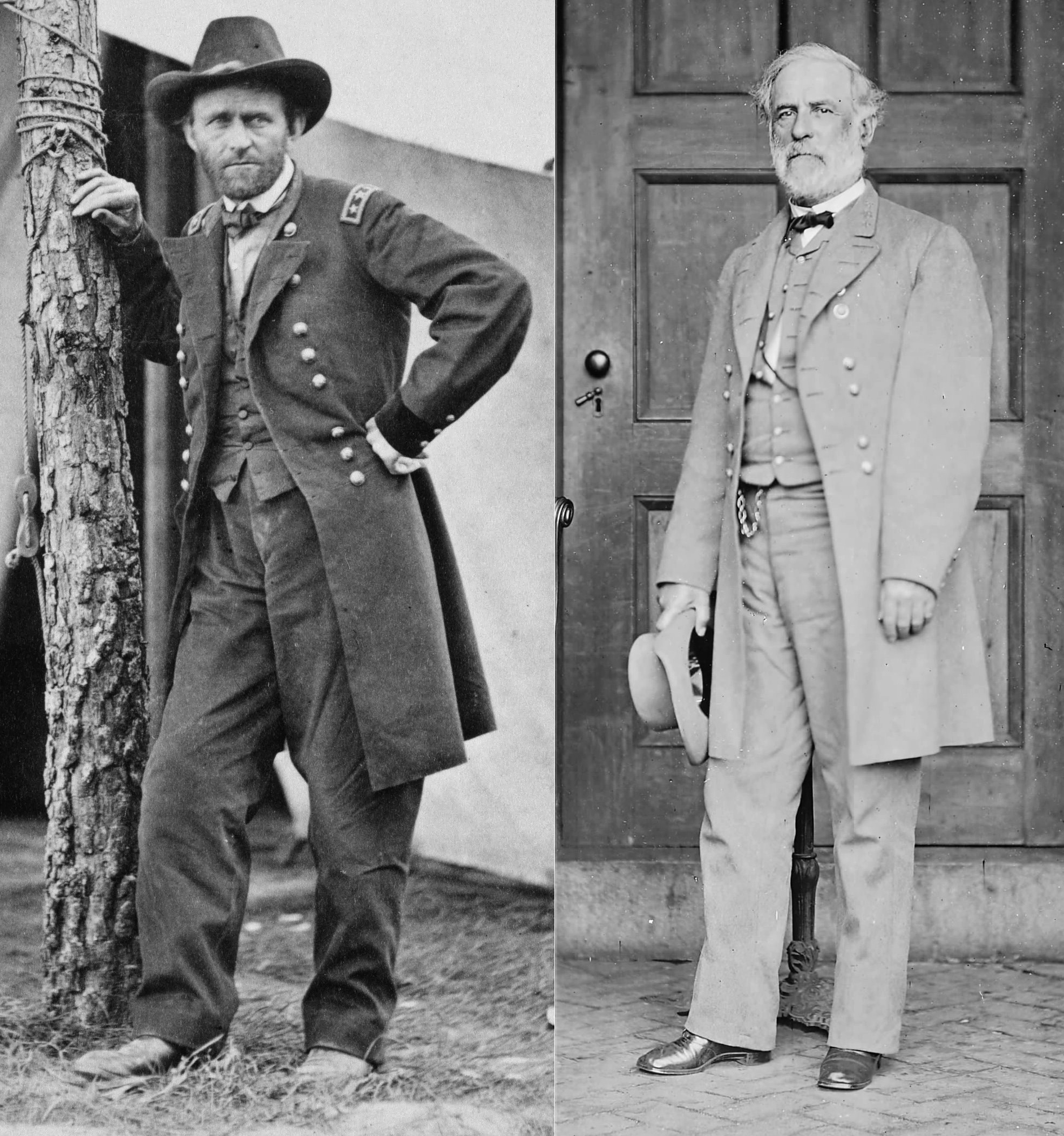
I comandanti Ulysses S. Grant e Robert E. Lee, nella Campagna di Appomattox

La conclusione dell'assedio di Petersburg, aveva lasciato l'esercito di Lee in inferiorità numerica, stremato da un inverno di guerra di trincea su 30 miglia, numerose sconfitte, malattie, diserzioni. Con la battaglia di Five Forks il 1º aprile le forze del Gen. Ulysses S. Grant tagliarono definitivamente la linea ferroviaria che garantiva gli approvvigionamenti all'esercito di Lee a Petersburg. Grant ordinò un assalto generale lungo la linea di fortificazione della città. Il 2 aprile, i Federali conseguirono un passo avanti decisivo nella terza battaglia di Petersburg, che spinse Lee ad ordinare l'evacuazione di Petersburg e della capitale confederata Richmond nella notte del 2-3 aprile. L'ultima speranza di Lee risiedeva nell'unire il suo esercito con le forze confederate nella Carolina del Nord, ma l'esercito di Grant lo inseguì senza tregua. Il 6 aprile, Lee subì una sconfitta significativa nella battaglia di Sayler's Creek, ma continuò a ritirarsi verso ovest, nel tentativo di eludere l'esercito dell'Unione. Con le spalle al muro, in inferiorità numerica ed a corto di rifornimenti, Lee capitolò con la resa di Appomattox Court House, il 9 aprile.
Le forze dell'Unione, comandate dal tenente generale Ulysses S. Grant, avevano assediato l'Armata di Lee nei pressi della città di Petersburg in Virginia dal giugno 1864. Le due armate trascorsero l'inverno all'interno delle trincee che si estendevano per oltre 50 chilometri, anticipando le tattiche che sarebbero state usate durante la prima guerra mondiale. Poiché Grant era riuscito ad avanzare verso ovest durante l'inverno, i Confederati estesero le loro linee per arginare l'avanzata del nemico; ma questo causò uno sfilacciamento della linea confederata, potendo contare all'incirca su 625 uomini per ogni chilometro di trincea. Lee era ben conscio che la sua Armata non avrebbe potuto resistere a lungo all'assedio, e cercò delle vie per fuggire da quella difficile situazione non appena fosse arrivata la primavera, con la cessazione delle piogge e la possibilità di utilizzare nuovamente le strade.
A questo punto della guerra Lee aveva il comando di tutte le armate confederate (per almeno tre anni aveva comandato solamente le forze della Virginia Settentrionale). Il suo piano era di districarsi dalla morsa federale a Petersburg ritirandosi verso sud-ovest, rifornire le sue truppe affamate a Lynchburg (Virginia) e dirigersi verso sud. Lì, l'Armata Confederata della Virginia Settentrionale sarebbe stata in grado di unirsi alle forze del generale Joseph E. Johnston nella Carolina del Nord che erano state sconfitte dalle armate dell'Unione comandate dal maggior generale William T. Sherman. In preparazione alla sua fuga, mosse le forze sul fianco destro della linea difensiva.
Grant, nel frattempo, era riuscito ad aumentare il numero delle sue forze. Il maggior generale Philip Sheridan era ritornato vittorioso dalla valle dello Shenandoah. L'Armata del James, al comando del maggior generale Edward Ord, risalì dalla linea difensiva di Petersburg, rendendo disponibili i Corpi d'armata dei maggior generale Gouverneur K. Warren e Andrew A. Humphreys per l'azione offensiva contro Lee.

## Battaglie
| Battaglia                           | Luogo                                                          | Data       | Esito                | Comandanti ed Effettivi Unione             | Comandanti ed Effettivi CSA                  | Perdite Unione | Perdite CSA                                                     | Note                    |
| ----------------------------------- | -------------------------------------------------------------- | ---------- | -------------------- | ------------------------------------------ | -------------------------------------------- | -------------- | --------------------------------------------------------------- | ----------------------- |
| Battaglia di Lewis's Farm           | Contea di Dinwiddie                                            | 29 marzo   | vittoria dell'Unione | G.K. Warren Joshua Chamberlain             | Bushrod Johnson                              | 381            | 371                                                             |                         |
| Battaglia di White Oak Road         | Contea di Dinwiddie                                            | 31 marzo   | vittoria dell'Unione | G.K. Warren                                | R.H. Anderson                                | 1 800          | 1 100                                                           |                         |
| Battaglia di Dinwiddie Court House  | Contea di Dinwiddie                                            | 31 marzo   | vittoria confederata | P.H. Sheridan 45 247                       | George Pickett Fitzhugh Lee 20 030           | 354            | 760                                                             |                         |
| Battaglia di Five Forks             | Contea di Dinwiddie                                            | 1º aprile  | vittoria dell'Unione | P.H. Sheridan Corpi di cavalleria V Corpo  | George Pickett 5 000                         | 830            | 2 950                                                           |                         |
| Terza battaglia di Petersburg       | Petersburg (Virginia)                                          | 2 aprile   | vittoria dell'Unione | Ulysses S. Grant 97 000                    | Robert Edward Lee 45 000                     | 3 500          | 4 250                                                           |                         |
| Battaglia di Sutherland's Station   | Contea di Dinwiddie                                            | 2 aprile   | vittoria dell'Unione | Nelson Miles                               | Henry Heth                                   | 370            | 1 600                                                           |                         |
| Battaglia di Namozine Church        | Contea di Amelia                                               | 3 aprile   | vittoria dell'Unione | George A. Custer                           | Rooney Lee Bushrod Johnson                   | 95             | 365                                                             |                         |
| Battaglia di Amelia Springs         | Amelia Springs, Virginia                                       | 5 aprile   | inconcludente        | George Crook                               | Thomas L. Rosser Fitzhugh Lee                |                |                                                                 | 250 perdite complessive |
| Battaglia di Sayler's Creek         | Contea di Prince Edward, Contea di Amelia e Contea di Nottoway | 6 aprile   | vittoria dell'Unione | P.H. Sheridan 15–16 000                    | R.S. Ewell R.H. Anderson 11 500              | 1 148          | 7 700 prigionieri, sconosciuto il numero di morti e feriti      |                         |
| Battaglia di Rice's Station         |                                                                | 6 aprile   | vittoria dell'Unione | John Gibbon                                | James Longstreet                             |                |                                                                 |                         |
| Battaglia di High Bridge            | Contea di Prince Edward e Contea di Cumberland                 | 6-7 aprile | inconcludente        | Theodore Read il 6 A.A. Humphreys il 7 880 | Thomas Rosser il 6 William Mahone il 7 1 200 | 847            | circa 100                                                       |                         |
| Battaglia di Cumberland Church      | Contea di Cumberland (Virginia)                                | 7 aprile   | vittoria confederata | Andrew A. Humphreys                        | Robert Edward Lee                            | 655            | 255                                                             |                         |
| Battaglia di Appomattox Station     | Contea di Appomattox                                           | 8 aprile   | vittoria dell'Unione | George A. Custer                           | Rueben Lindsay Walker                        | 48             | circa 100 morti e feriti, 1 000 prigionieri                     |                         |
| Battaglia di Appomattox Court House | Appomattox Court House                                         | 9 aprile   | vittoria dell'Unione | Ulysses S. Grant                           | Robert Edward Lee                            | 164            | circa 500 morti e feriti, 27 805 arresi e liberati sulla parola |                         |

## L'offensiva dell'Unione

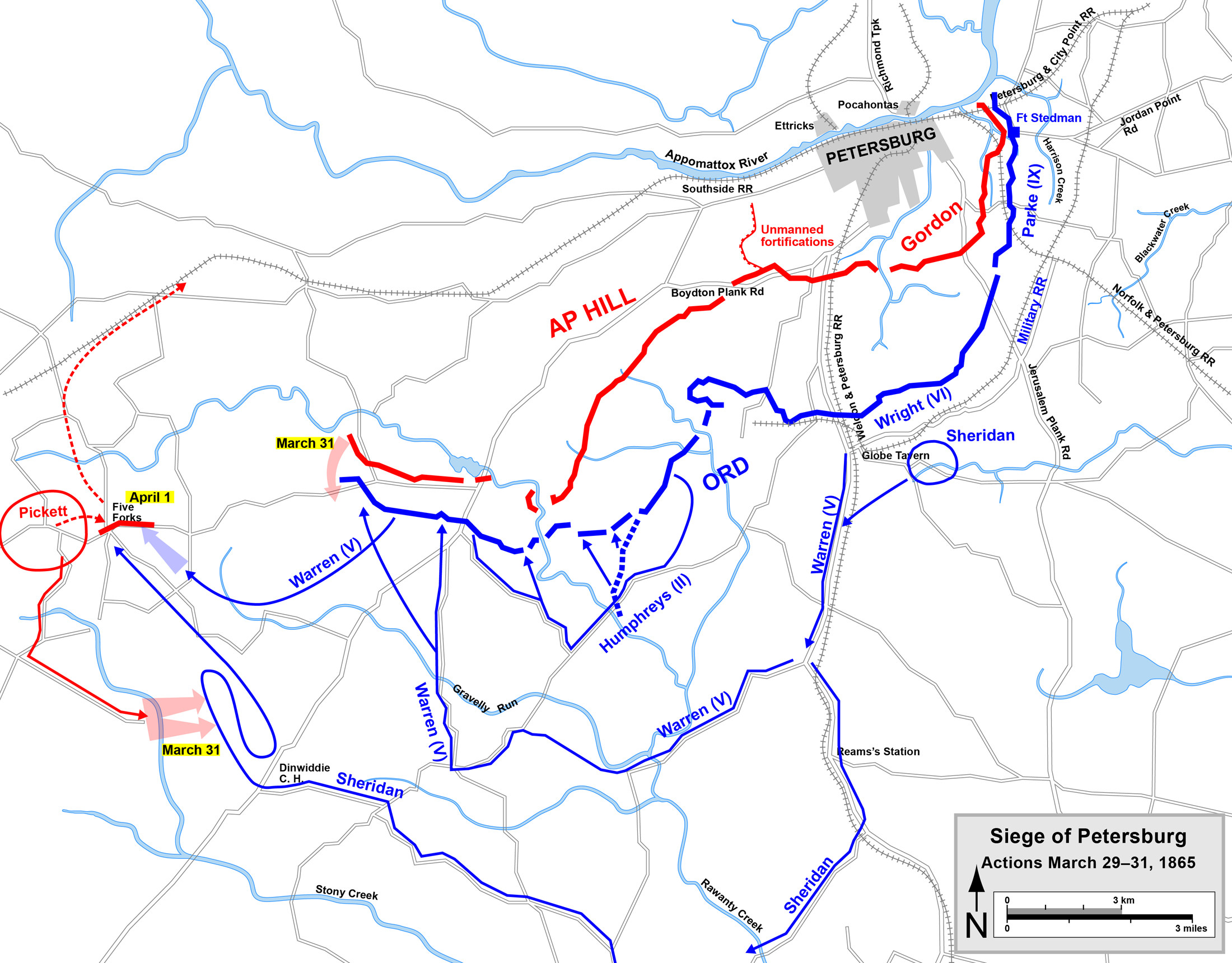
Azioni a Petersburg prima e durante la battaglia di Five Forks

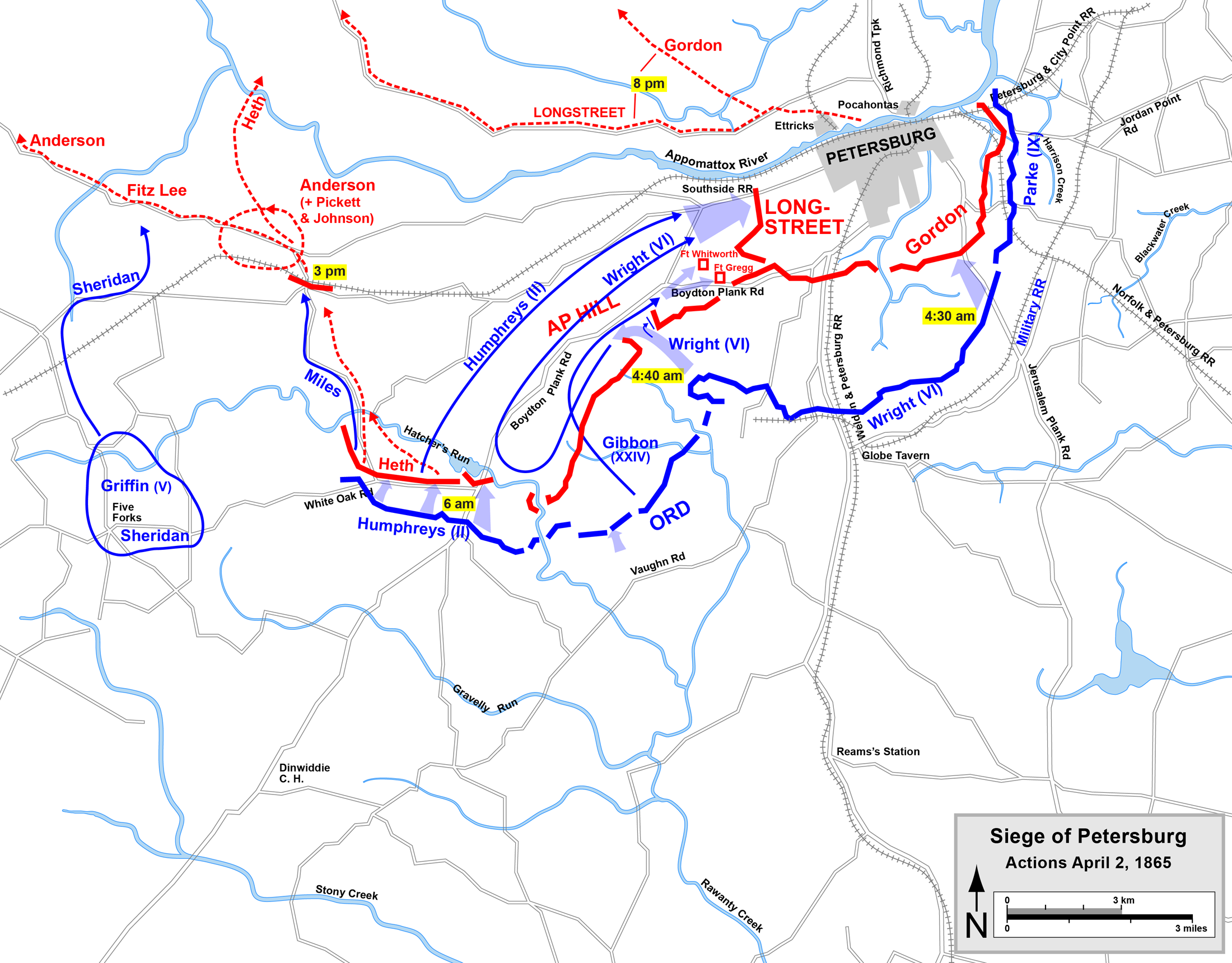
L'assalto di Grant alle linee di Petersburg e l'inizio della ritirata di Lee

### Battaglia di Lewis's Farm (29 marzo 1865)
La cavalleria di Sheridan e il V Corpo d'armata di Warren iniziarono l'offensiva Federale aggirando a sud-est la città di Dinwiddie, nella speranza di sorprendere Lee sul fianco destro. Uno scontro a fuoco nitide costrinse i Confederati a retrocedere dietro i loro trinceramenti a White Oak Road.

### Battaglia di White Oak Road (31 marzo)
Lee spostò le sue forze per contrastare l'attacco dell'Unione al suo fianco. Warren guidò il V Corpo all'attacco delle trincee confederate lungo la strada di White Oak, sperando di bloccare la via di comunicazione tra Lee e la divisione del Mag. Gen. Pickett, ma fu temporaneamente respinto dal contrattacco portato dal Mag. Gen. Bushrod Johnson. Tuttavia, verso sera, gli uomini di Warren consolidarono le proprie posizioni, tagliando in due l'asse di comunicazione confederato e gettando così le basi per la vittoria unionista a Five Forks.

### Battaglia di Dinwiddie Court House (31 marzo)
I movimenti della cavalleria di Sheridan per accerchiare il fianco di Lee furono bloccati dalla cavalleria del maggior generale W.H.F. "Rooney" Lee e dalla fanteria del maggior generale George Pickett. Con le forze Unioniste in stallo alle porte del villaggio di Dinwiddie, Pickett posizionò le forze al bivio di Five Forks, ricevendo l'ordine di Lee di mantenere la posizione a qualunque costo.

### Battaglia di Five Forks (1º aprile)
Dopo la vittoria a Dinwiddie Court House, Pickett per resistere lungo il crocevia di Five forks (ultimo canale confederato di approvvigionamento) costruì una linea difensiva di 1,75 miglia lungo il White Oak Road, ponendo la cavalleria a guardia dei fianchi. Sheridan mosse la cavalleria unionista ed il V corpo per colpire il nemico. A causa di errate informazioni ricevute dal servizio di intelligence, la divisione del Mag. Gen. Crawford si ritrovò esposta al fuoco nemico e tutti i messaggi di Warren per riposizionare le truppe nordiste caddero nel vuoto. Decisivo fu l'intervento di Sheridan che guidò personalmente la cavalleria in una carica che riuscì a penetrare il fianco sinistro della linea di Pickett.
Mentre i Confederati tentavano di organizzare una nuova linea difensiva, le divisioni di Griffin e Ayres attaccarono. Con il fianco destro spazzato via, molti soldati confederati fuggirono, oltre 4 500 si arresero. Fu la battaglia decisiva di questa campagna. Lee avvisò il Governo confederato che, il mattino dopo, avrebbe abbandonato le città di Petersburg e Richmond. Il suo piano, a questo punto, era quello di spostare le sue forze dalle due città, fargli attraversare il fiume Appomattox e riunirsi a Amelia Court House, dove avrebbero potuto rifornirsi con le provviste evacuate da Richmond. Si sarebbero quindi diretti verso Danville, dove si era rifugiato il Governo confederato, e quindi a sud per riunirsi a Johnston.

### Terza battaglia di Petersburg (2 aprile)
Grant ordinò l'assalto finale contro quello che rimaneva delle linee di difesa di Petersburg. Il IX Corpo guidato dal Mag. Gen. John G. Parke dopo aver occupato le trincee originali costruite nel giugno del 1864 attaccò la posizione confederata dominata da Fort Mahone e presidiata dalle forze del Mag. Gen. John B. Gordon. Poiché gran parte degli scontri precedenti erano avvenuti a ovest di Pietroburgo, la forza confederata ad est di Pietroburgo era stata notevolmente indebolita. Il 1º aprile, Parke assalì Fort Mahone da Jerusalem Plank Road. Gordon radunò le truppe programmando un contrattacco per riconquistare le trincee occupate dai nordisti.
Con la completa distruzione dell'esercito confederato intorno Pietroburgo, Parke si limitò a chiedere al Mag. Gen. George G. Meade i rinforzi per contenere la posizione attuale. Nel tardo pomeriggio, con tutti gli altri fronti Confederati al collasso, Gordon lanciò il suo contrattacco e quasi riuscì a espellere le forze di Parke, ma l'arrivo dei rinforzi permise ai Federali il mantenimento della posizione. Poco prima dell'alba, il VI Corpo del Mag. Gen. Horatio G. Wright lanciò un massiccio attacco contro la linea Boydton del Ten. Gen. A.P. Hill che morì nell'attacco.
Il XXIV Corpo del Mag. Gen. John Gibbon, dopo aver attraversato la Boydton Plank Road, venne attaccato dai Confederati posizionati a Fort Gregg e Fort Whitworth, ma alla fine la superiorità numerica nordista ebbe ragione dei difensori. Tuttavia, la strenua difesa dei soli 500 uomini di Fort Gregg permise la ritirata del grosso delle truppe di Lee. Il II Corpo d'armata al comando del maggior generale Andrew A. Humphreys affrontò le forze del Mag. Gen. Henry Heth lungo la linea di Hatcher's Run. Heth ritirò i suoi uomini fuori da Petersburg posizionandosi nella stazione di Sutherland. Dopo aver resistito per 10 mesi i Confederati abbandonarono Petersburg, il giorno successivo anche Richmond cadde in mani federali. Lee cominciò la ritirata verso Ovest, nella speranza di riunire le proprie forze a quelle del generale Johnston.

### Battaglia di Sutherland's Station (2 aprile)
Abbandonata la linea difensiva della Hatcher's Run, Heth, che aveva preso il posto di A.P. Hill, raggruppò 4 brigate confederate nella stazione di Sutherland (19 miglia da Petersburg), nel tentativo di difendere la ferrovia South Side. Sheridan inviò Miles a stanare le forze confederate asserragliate per l'estrema difesa. Heth respinse 2 attacchi prima che l'arrivo dei rinforzi decretò il definitivo successo unionista. Miles perse 370 uomini ma inflisse 600 perdite ai confederati e catturò 1 000 prigionieri e 2 pezzi di artiglieria. La caduta della linea ferroviaria South Side, tagliò fuori definitivamente le linee di rifornimento di Lee e fu l'ultimo atto della caduta di Petersburg. La città di Richmond fu evacuata quella notte e il Governo confederato si diede alla fuga. Al tenente generale Richard S. Ewell, che era incaricato della difesa della città, fu ordinato di distruggere qualunque cosa avesse un valore militare. I civili si ribellarono e la città fu scossa da grandi deflagrazioni.

## La ritirata Confederata

La ritirata di Lee nella Campagna di Appomattox, 3-9 aprile 1865.

Lee cominciò a ritirare le sue truppe verso Amelia Court House, dove si aspettava di ricevere i rifornimenti necessari per portare avanti il suo piano.

### Battaglia di Namozine Church (3 aprile)
Nel corso della ritirata, la divisione di fanteria del Mag. Gen. Bushrod Johnson, che doveva guadare il Namozine Creek, sbagliò strada. Una brigata della cavalleria confederata del Mag. Gen. "Rooney" Lee cercò di coprire l'incrocio della strada in prossimità della Chiesa di Namozine fino al ritorno di Johnson, ma venne attaccata delle brigate di cavalleria federale di Custer. I nordisti causarono perdite e catturarono prigionieri, ritirandosi solo dopo l'arrivo di Johnson.
Raggiunta Amelia Court House il 4 aprile, i Confederati scoprirono che le razioni di viveri non erano arrivate. Temendone la cattura da parte della cavalleria dell'Unione e con 30 000 uomini affamati da sfamare, Lee scelse di rimanere in zona per il resto della giornata. Parte dei rifornimenti arrivò, ma questo errore tattico da parte di Lee gli fece perdere il vantaggio iniziale nel suo ritiro.

### Battaglia di Amelia Springs (5 aprile)
Fu un piccolo scontro, inconcludente, nel quale la cavalleria confederata di Fitzhugh Lee e Thomas L. Rosser aggredì la cavalleria dell'Unione del Mag. Gen. George Crook che tornava da un raid contro i carri confederati a Painesville.
Lee si rese conto che il suo percorso verso Danville era bloccato dai rapidi movimenti di cavalleria dell'Unione. L'unica opzione rimasta era quella di spostarsi a Lynchburg, verso ovest, con una lunga marcia e senza viveri. Il Commissario generale confederato promise a Lee l'invio di 80 000 razioni a Farmville, 25 miglia dall'attuale posizione di Lee.

### Battaglia di Sayler's Creek (6 aprile)
In marcia verso Farmville, 2 divisioni confederate sotto il comando del Ten. Gen. Richard S. Ewell, vennero tagliate fuori dalla cavalleria nordista di Sheridan, dal II Corpo del Mag. Gen. Humphreys e dal Vi Corpo del Mag. Gen. Griffin. Lungo le sponde del Sayler's Creek le truppe confederate vennero bombardate dall'artiglieria federale ed il tentativo di contrattacco venne duramente fermato dalla cavalleria di Sheridan. Il successo nordista fu enorme: a fronte di 1148 perdite, spazzarono via un quarto dell'esercito di Lee (7700 prigionieri, oltre ad un imprecisato numero di morti e feriti). Vedendo il ritorno dei sopravvissuti Lee esclamò: "Mio Dio, si è dissolto l'esercito?".

### Battaglia di Rice's Station (6 aprile)
Il 6 aprile 1865, il comando confederato del Ten. Gen. James Longstreet raggiunse Rice Station, scoprendo che era stato occupata dalle truppe dell'Unione guidate dal Mag. Gen. John Gibbon. Dopo un confronto minore con poche perdite, Longstreet ritirò i suoi uomini durante la notte verso Farmville.

### Battaglia di High Bridge (6-7 aprile)
High Bridge era un ponte, lungo 760 metri, che garantiva l'attraversamento alla South Side Railroad sul fiume Appomattox, 4 miglia a nord-est di Farmville. Sotto il ponte ferroviario c'era un ponte di legno per i carri. La retroguardia confederata di Longstreet ricevette l'ordine di assicurare il passaggio del fiume Appomattox all'intero esercito e poi di distruggere tutti i ponti per ritardare l'inseguimento dell'esercito di Grant.
Il 6 aprile, Longstreet inviò 1 200 uomini di cavalleria guidati dal nipote di Lee, il Mag. Gen. Fitzhugh "Rooney" Lee, e dal Mag. Gen. Thomas L. Rosser a fermare gli uomini dell'Unione, condotti dal Brig. Gen. Theodore Read, che tentavano di occupare High Bridge. I Federali, giunti al ponte quasi contemporaneamente ai confederati, caricarono. Negli scontri Read perse la vita, così come il colonnello Washburn che guidava la cavalleria unionista. Un contrattacco confederato riuscì ad accerchiare i soldati dell'Unione che vennero completamente annientati (uccisi o fatti prigionieri).
Il 7 aprile, dopo che il grosso di ciò che rimaneva dell'esercito di Lee ebbe attraversato il fiume Appomattox, il maggior generale William Mahone, l'eroe della Battaglia del Cratere, tentò di incendiare il ponte ma l'arrivo sulla scena del II Corpo del Mag. Gen. Andrew A. Humphreys cambiò le sorti dello scontro e l'Unione riuscì a prendere possesso di High Bridge, assicurando il passaggio del fiume all'esercito di Grant.
La resistenza di Fitzhugh Lee a High Bridge concesse al padre il tempo necessario per continuare la sua marcia verso ovest, ma i soldati confederati dovettero rinunciare, ancora una volta, al tanto atteso rancio previsto a Farmville. La loro prossima tappa sarebbe stata Appomattox Station, 25 miglia a ovest, dove un treno di rifornimenti era in attesa. La notte del 7 aprile, Lee ricevette da Grant una lettera contenente la proposta di resa per l'Armata della Virginia Settentrionale. Lee esitò, mantenendo un'ultima speranza che il suo esercito potesse arrivare alla stazione di Appomattox prima di cadere in trappola. Rispose a Grant in tono vago, chiedendo i termini della resa.

### Battaglia di Cumberland Church (7 aprile)
L'avanguardia del II Corpo dell'Unione incrociò le forze confederate appostate presso un'altura nelle vicinanze della chiesa della contea di Cumberland. Un doppio assalto federale venne respinto e la notte pose fine allo scontro. Nel corso delle cariche l'Unione perse 2 ufficiali: i Brigadieri Generali John Irvin Gregg, che venne catturato, e Thomas A. Smyth che fu ucciso e che rappresentò l'ultimo alto ufficiale caduto nel corso della guerra tra le file nordiste.

### Battaglia di Appomattox Station (8 aprile)
Il maggior generale Custer venne a sapere che il generale Lee era in attesa di 4 treni di rifornimenti alla stazione di Appomattox e decise per un raid con i suoi uomini di cavalleria. I treni erano carichi di rifornimenti, vestiti, coperte, attrezzature, ordigni, forniture mediche e cibo, e soltanto un drappello di cavalleria confederata era stato posto a guardia dei treni. I Confederati cedettero alla superiorità numerica dell'Unione. L'artiglieria confederata sotto il comando del Brig. Gen. Rueben Lindsay Walker, che si era spostata per non ostacolare il movimento dell'Armata della Virginia Settentrionale, tentò di bombardare i Federali. Walker guidava una forza di 100 cannoni, 200 carri di rifornimento, e l'ospedale di campo. Queste forze non erano preparate ad uno scontro con gli uomini dell'Unione e l'attacco di Custer ebbe facilmente ragione delle truppe sudiste. I federali catturarono 1000 uomini, 25 cannoni, 100 carri, perdendo soltanto 48 uomini (non è noto il numero esatto di morti e feriti tra i Confederati), ma soprattutto avevano occupato la linea di marcia di Lee.
Grant inviò una lettera a Lee chiedendo di arrendersi immediatamente offrendo una generosa offerta di resa, come sollecitato dal presidente Abraham Lincoln, e proponendo un incontro per discuterne. Lee non aveva ancora perso le speranze ed inviò una nota a Grant nella quale affermava di non volersi arrendere ma che intendeva discutere quali condizioni Grant intendesse imporre alla Confederazione. La fanteria dell'Unione non era sufficientemente vicina per sostenere la cavalleria di Sheridan. Solo il XXIV Corpo dell'Armata del James, dopo una marcia di 50 km in 21 ore, aveva raggiunto la cavalleria. Sheridan dispiegò tre divisioni di cavalleria lungo una bassa cresta a Sud Ovest del villaggio di Appomattox Court House.

### Battaglia di Appomattox|La battaglia di Appomattox Court House (9 aprile)
Lee si decise per un estremo tentativo per sfuggire all'accerchiamento di Grant e raggiungere i rifornimenti a Lynchburg. All'alba i Confederati attaccarono, inizialmente guadagnando terreno contro la cavalleria di Sheridan. L'arrivo del V Corpo di fanteria dell'Unione fermò l'avanzata. L'esercito confederato era ormai circondato su tre lati e Lee si arrese alle 3 del pomeriggio, accettando i termini proposti da Grant con la lettera del giorno precedente.

## Conseguenze e perdite
La campagna è stata un esempio di magistrale ed incessante capacità di inseguimento e manovra da parte di Grant e Sheridan, quelle competenze che erano mancate ai generali precedenti (Meade dopo Gettysburg e McClellan dopo Antietam). Lee usò al meglio le sue capacità, adattandole alle circostanze, ma la mancanza di rifornimenti e uomini gli impedì di raggiungere gli obiettivi. La resa di Lee rappresentò molto di più della perdita di uno degli eserciti confederati: fu un colpo psicologico dal quale il Sud non seppe riprendersi. Tutte le restanti forze confederate capitolarono entro il giugno 1865.
Le perdite confederate nella campagna sono difficili da stimare, in quanto molti dei rapporti si persero e le relazioni non furono sempre scritte. Gli storici stimano 6 266 tra morti e feriti, 19 132 catturati, ad Appomattox Court House si arresero 22 349 fanti, 1 559 cavalieri e 2 576 cannoni. Molti uomini che avevano disertato durante la ritirata si ripresentarono per ricevere la documentazione ufficiale federale che consentiva loro di tornare a casa indisturbati. Le vittime Unione nel corso della campagna furono circa 9 700, tra morti, feriti, dispersi e catturati.